# 不可殺伊
不可杀(불가사리),是韩国传说的妖怪，也叫做“不可说”，喜欢吃金属，身体比铁还硬，但是如果把它投入火中，他就会被烧的火红且暴跳狂乱。记载于《松南杂识》
《点石斋画报》记载朝鲜地区有人首獸身且專吃铁的妖怪。
其名字意思拿來解讀的話，有「불가(不可)살(殺)이」殺不死和「불(火)가살(可殺)」用火可殺死两个意思。

## 参看
- 禍（日语：禍 (伝説の生物)）
- 平壤怪獸
- 不可殺：永生之靈